# Ingjaldshnjúkur
Ingjaldshnjúkur är en bergstopp i republiken Island. Den ligger i regionen Norðurland vestra, 230 km nordost om huvudstaden Reykjavík. Toppen på Ingjaldshnjúkur är 1 182 meter över havet.
Trakten runt Ingjaldshnjúkur är nära nog obefolkad, med mindre än två invånare per kvadratkilometer. Det finns inga samhällen i närheten. Trakten runt Ingjaldshnjúkur är permanent täckt av is och snö.